# Plectochorus iwatensis
Plectochorus iwatensis là một loài tò vò trong họ Ichneumonidae.